# Hagakure

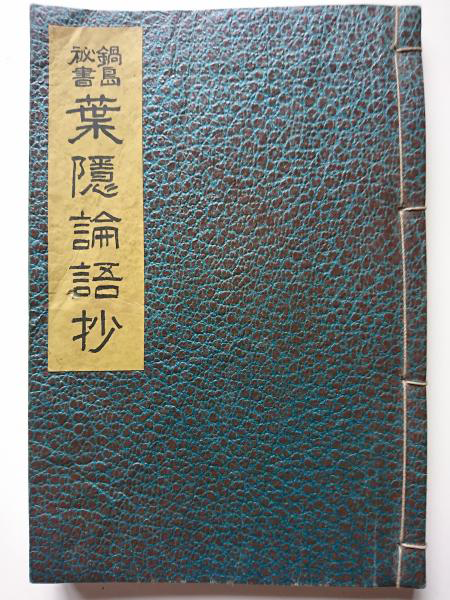
Libro prohibido de Nabeshima, Hagakure (abreviado). Edición de 1939.

Hagakure (Kyūjitai: 葉隱; Shinjitai: 葉隠; que significa Oculto por las hojas u Hojas ocultas) o Hagakure Kikigaki (葉隠聞書), es una guía práctica y espiritual para el guerrero, extraída de una colección de comentarios del funcionario Yamamoto Tsunetomo, antiguo criado de Nabeshima Mitsushige (1632-1700), el tercer gobernante de lo que ahora es la prefectura de Saga en Japón. Tashiro Tsuramoto compiló estos comentarios de sus conversaciones con Tsunetomo de 1709 a 1716; sin embargo, no se publicó hasta muchos años después. Escrito durante una época en la que no existían combates samuráis oficialmente autorizados, el libro aborda el dilema de mantener una clase guerrera en ausencia de guerra y refleja la nostalgia del autor por un mundo que había desaparecido antes de que él naciera. Hagakure fue en gran parte olvidado durante los dos siglos posteriores a su composición, pero llegó a ser visto como la guía definitiva de los samuráis durante la guerra del Pacífico. Hagakure también es conocido como El Libro del Samurái, Analectas de Nabeshima o Analectas Hagakure.

## Contenido
El libro registra las opiniones de Yamamoto sobre el bushidō, el código guerrero de los samuráis. A veces se dice que Hagakure afirma que el bushidō es realmente la «forma de morir» o vivir como si uno ya estuviera muerto, y que un samurái debe estar dispuesto a morir en cualquier momento para ser fiel a su señor. Su dicho «el camino del guerrero es la muerte» fue un resumen de la disposición al sacrificio que codifica el bushidō. El texto de Hagakure se malinterpreta ocasionalmente en el sentido de que el bushidō es un código de muerte. Sin embargo, el verdadero significado es que al tener una conciencia constante de la muerte, las personas pueden alcanzar un estado trascendente de libertad, mediante el cual «es posible cumplir perfectamente con la vocación de un guerrero».

## Contexto histórico
Después de que el shogunato Tokugawa suprimiera la rebelión de Shimabara en 1638, Japón no experimentó ninguna guerra durante unos dos siglos. También se suprimieron las peleas privadas y los duelos entre samuráis. Yamamoto Tsunetomo nació en 1659, después del final de la lucha de samuráis oficialmente sancionada. No tenía experiencia personal en combate y cuando estaba empleado, trabajaba como escriba. A finales del siglo XVII y principios del siglo XVIII, los samuráis se enfrentaron al dilema de mantener una clase guerrera en ausencia de guerra, y Hagakure refleja esta incertidumbre. Escrito al final de la vida del autor, el libro también refleja su nostalgia por un mundo que había desaparecido antes de su nacimiento.
Hagakure fue en gran parte olvidado durante dos siglos. La primera edición moderna apareció en 1900 y no recibió mucha atención durante las primeras décadas del siglo. Hagakure llegó a ser visto como un libro definitivo de los samuráis solo durante la guerra del Pacífico. Según Mark Ravina, «más que un relato de la tradición samurái, este trabajo sirve como un ejemplo de lo que el ejército japonés pensaba que los soldados japoneses debían creer sobre la práctica samurái.» En la era de la posguerra, el autor y poeta nacionalista, Yukio Mishima, utilizó el Hagakure para definir sus principios rectores y publicó su propio comentario sobre el trabajo en 1967.
Ghost Dog: The Way of the Samurai presenta una serie de intertítulos que citan al Hagakure.